# Wilhelm Langhans
Wilhelm Langhans (Hamburg, 21 de setembre de 1832 - Berlín, 1892) fou un compositor, violinista i musicòleg alemany.
Estudià en el Conservatori de Leipzig i així mateix va rebre lliçons del cèlebre violinista David. Després passà a París, i, per acabar, estudià composició amb Hauptmann i Richter a Leipzig. Junt amb la seva esposa Louise, la qual també era compositora i pianista, donà a París concerts de música clàssica amb molt èxit.
Més tard el matrimoni fixà la seva residència a Berlín, ciutat en la qual Wilhelm ocupà una càtedra d'història de la música, començant allà a donar-se a conèixer com a escriptor i crític musical, figurant entre els seus treballs d'aquest gènere les produccions següents:
- Das musikalische Urteil und seine Umbildung durch die Erziehung (Berlín, 1872);
- Die Königl. Hochschule für Musik zu Berlin (Leipzig, 1873);
- Die Musikgeschichte in zwölf Vorträgen(2,ª ed., Leipzig, 1879);
- Die Gesch. der Musik des 17, 18 und 19 jahrh (Leipzig, 1883-86);

Una traducció de la biografia de Chopin per Frederick Niecks, (Leipzig, 1890). Com a compositor va escriure un Quartet, premiat el 1864 per la Società del Quartetto de Florència; Sonates, etc.